# Miniaturowa świnia zwisłobrzucha

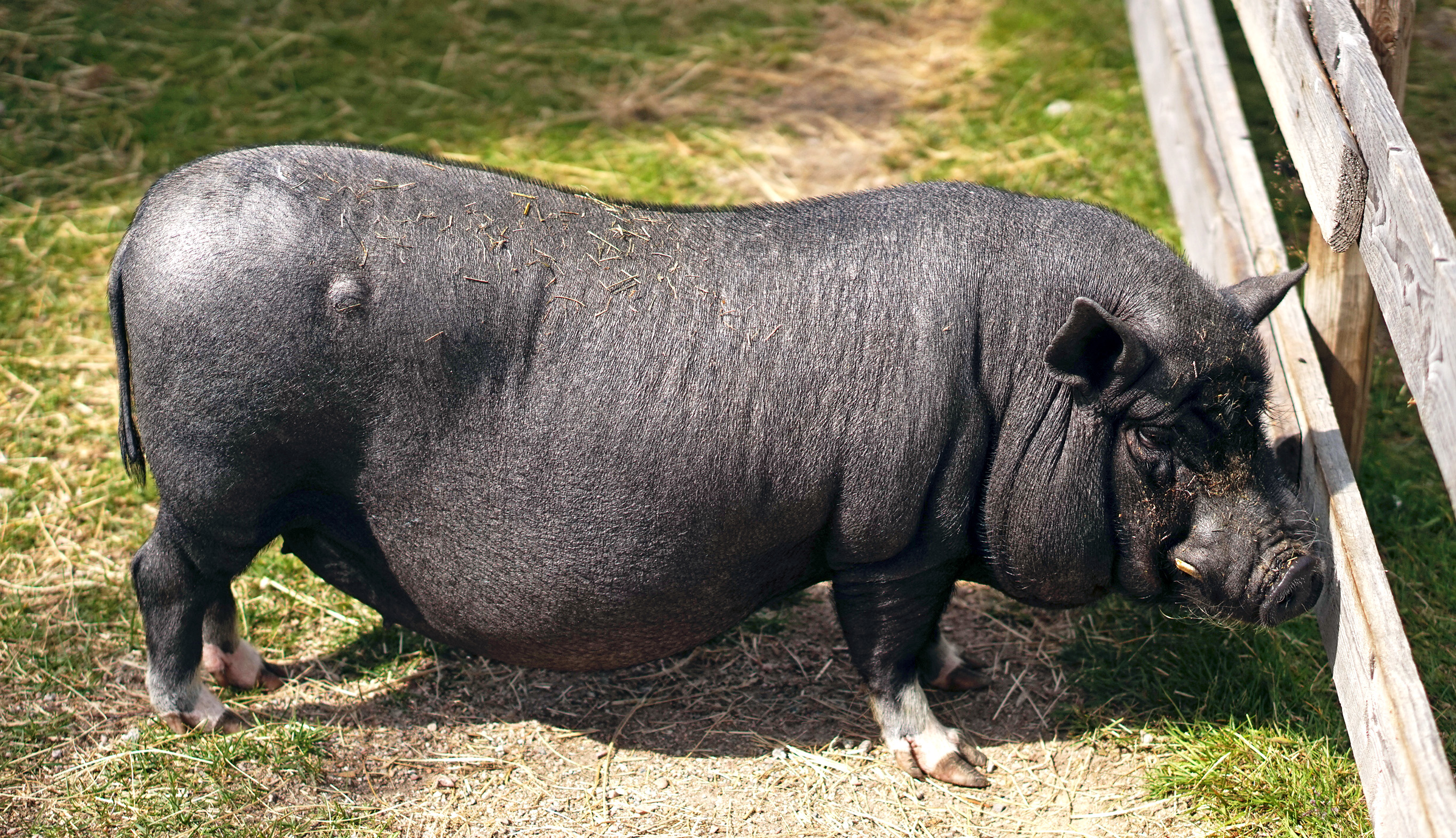
Miniaturowa świnia zwisłobrzucha

Miniaturowa świnia zwisłobrzucha, mikroświnka – rasa świni pochodząca z terenów Azji. Mikroświnki sprowadzono do Europy w 1866 przy okazji otwarcia Ogrodu Zoologicznego w Budapeszcie. W kłębie dorasta do wysokości 50 cm, osiągając wagę maksymalnie 60 kg.